# Chemin de fer touristique de la Traconne
 (mai 2024).
Si vous disposez d'ouvrages ou d'articles de référence ou si vous connaissez des sites web de qualité traitant du thème abordé ici, merci de compléter l'article en donnant les références utiles à sa vérifiabilité et en les liant à la section « Notes et références ».
Pour les articles homonymes, voir CFTT.

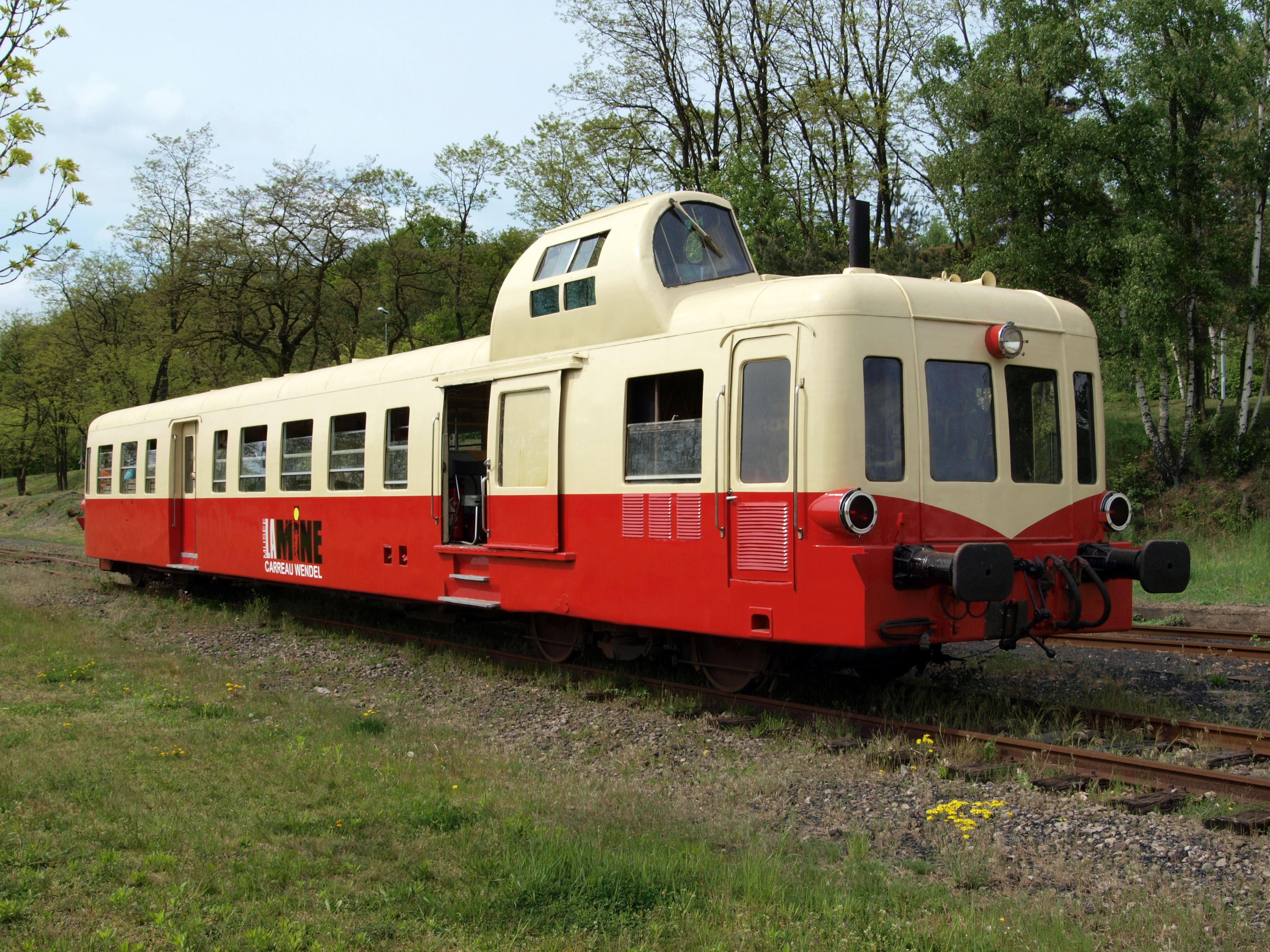
autorail Picasso X 3800

Le Chemin de fer touristique de la Traconne (CFTT) est le nom d'une association qui fait circuler l'été et à la demande depuis 1993 un autorail Picasso, modèle X 3800 sur l'ancienne ligne voyageurs Sézanne - Paris - Gare de l'Est, entre la gare de Sézanne et celle d'Esternay, en passant par le tunnel de Vindey et la halte de Le Meix-Saint-Epoing. 
Au-delà d'Esternay, la ligne existe toujours mais est utilisée l'été par des cyclo-draisines.